# Kramolín (okres Plzeň-jih)
Obec Kramolín (německy Kramolin) se nachází v okrese Plzeň-jih, kraj Plzeňský. Žije zde 119 obyvatel.
V současné době je Kramolín znám fanouškům motosportu. Nachází se zde motokrosová, superkrosová trať a sekce trialu. Konají se zde závody jak republikového, tak i světového formátu.

## Historie
První písemná zmínka o obci pochází z roku 1437.

## Pamětihodnosti
- Kaple